# Power Player Super Joy III

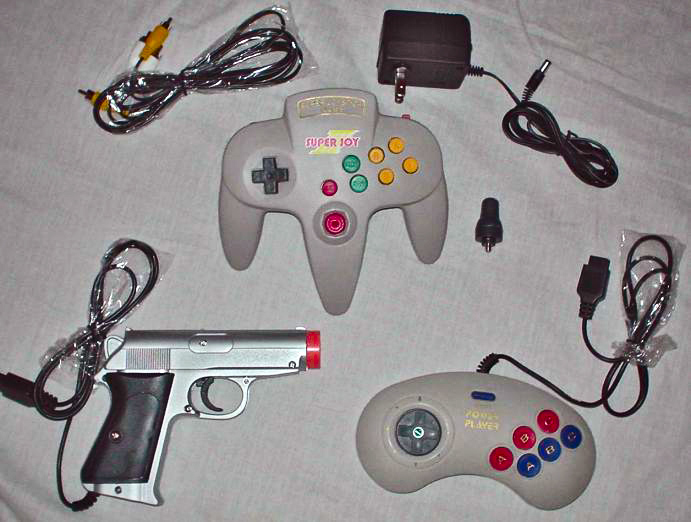
Power Player Super Joy III.

Les Power Player Super Joy III (maintenant connu comme Power Games) sont une série de clones de la Nintendo Entertainment System (NES), fabriqués par NrTrade. Le système ressemble à une manette de Nintendo 64 et se branche à la télévision.
Ces contrefaçons ont entraîné une enquête du FBI qui a abouti une saisie (de 60 000 exemplaires) et à l'arrestation et la condamnation de l'importateur américain Yonathan Cohen.